# Ligne JR Kyoto
 (janvier 2022).
Si vous disposez d'ouvrages ou d'articles de référence ou si vous connaissez des sites web de qualité traitant du thème abordé ici, merci de compléter l'article en donnant les références utiles à sa vérifiabilité et en les liant à la section « Notes et références ».
La ligne JR Kyōto (JR京都線, JR Kyōto-sen) est le nom donné à une partie de la ligne principale Tōkaidō entre les gares de Kyoto et d'Osaka au Japon. Elle appartient au réseau de la JR West.
La ligne JR Kyōto constitue une partie de la ligne A du réseau urbain de la JR West dans l'agglomération d'Osaka-Kobe-Kyoto.

## Histoire
La ligne est ouverte seulement quatre ans après l'ouverture du premier chemin de fer au Japon. Le 26 juillet 1876, la Société gouvernementale des chemins de fer japonais ouvre la section entre Ōsaka et Mukōmachi avec une gare intermédiaire à Takatsuki. Le 9 août 1876, les gares de Yamazaki, d'Ibaraki et de Suita sont ouvertes. La gare de Kyoto ouvre le 6 février 1877.
Le 1er juin 1949, l'exploitation de la ligne est reprise par les Japanese National Railways (JNR). Le 1er octobre 1964, la gare de Shin-Osaka propose une connexion avec la ligne Shinkansen Tōkaidō. Exactement six ans plus tard, le 1er octobre 1970, l'exploitation d'un service rapide spécial commence. Le 1er avril 1987, la JR West devient l'opérateur de la ligne après la privatisation des JNR. Le 13 mars 1988, la JR West commence l'utilisation du nom de la ligne JR Kyōto.

## Caractéristiques

### Ligne

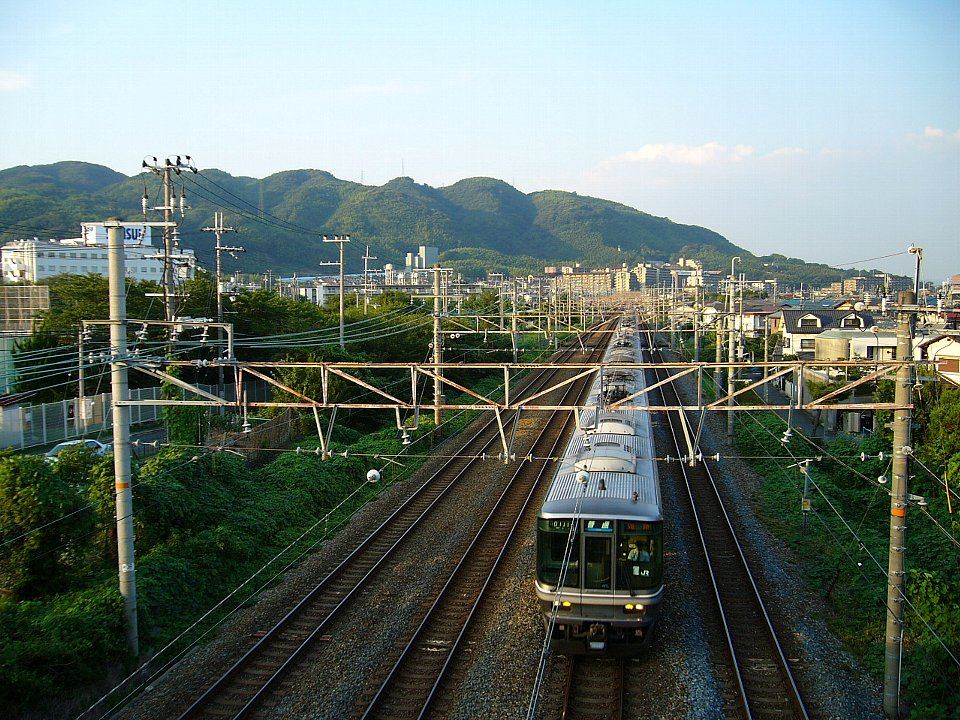
La ligne à Shimamoto.

- Longueur : 42,8 km
- Ecartement : 1 067 mm
- Electrification : 1 500 Vcc
- Nombre de voies : Quadruple voie

### Services
- Local (普通, futsū) : toutes les gares du trajet sont desservies.
- Rapid Service (快速, kaisoku) : le train ne s'arrête qu'aux gares les plus importantes de la ligne. L'après midi, de Takatsuki à Kyoto, ce train s'arrête à toutes les gares.
- Special Rapid Service (新快速, shin-kaisoku) : train express marquant encore moins d'arrêts que le train Rapid Service. Cette desserte n'est présente que sur la ligne entre Himeji et Maibara. Passage de ce train toutes les 15 minutes, il faut 28 minutes pour aller de Kyoto à Osaka avec ce train.

### Liste des gares
- Les trains locaux s'arrêtent à toutes les gares.
- Les arrêts des trains Rapid Service sont marqués « R » (toute la journée) ou « r » (uniquement l'après-midi).
- Les arrêts des trains Special Rapid Service sont marqués « S ».

| Numéro | Gare             | Nom japonais | Distance depuis Kyoto (km) | Trains | Trains | Correspondances | Localisation | Localisation        |
| ------ | ---------------- | ------------ | -------------------------- | ------ | ------ | --- | ------------ | ------------------- |
| JR-A31 | Kyoto            | 京都         | 0                          | S      | R      | JR Central : Ligne Shinkansen Tōkaidō JR West : Ligne Biwako, ligne Kosei, ligne Nara, Ligne Sagano Kintetsu : Ligne Kyoto Métro de Kyoto : Ligne Karasuma | Kyoto        | Préfecture de Kyoto |
| JR-A32 | Nishiōji         | 西大路       | 2,5                        | \|     | r      | | Kyoto        | Préfecture de Kyoto |
| JR-A33 | Katsuragawa      | 桂川         | 5,3                        | \|     | r      | | Kyoto        | Préfecture de Kyoto |
| JR-A34 | Mukōmachi        | 向日町       | 6,4                        | \|     | r      | | Mukō         | Préfecture de Kyoto |
| JR-A35 | Nagaokakyō       | 長岡京       | 10,1                       | \|     | R      | | Nagaokakyō   | Préfecture de Kyoto |
| JR-A36 | Yamazaki         | 山崎         | 14,1                       | \|     | r      | | Ōyamazaki    | Préfecture de Kyoto |
| JR-A37 | Shimamoto        | 島本         | 16,3                       | \|     | r      | | Shimamoto    | Préfecture d'Osaka  |
| JR-A38 | Takatsuki        | 高槻         | 21,6                       | S      | R      | | Takatsuki    | Préfecture d'Osaka  |
| JR-A39 | Settsu-Tonda     | 摂津富田     | 24,5                       | \|     | \|     | | Takatsuki    | Préfecture d'Osaka  |
| JR-A40 | JR-Sōjiji        | JR総持寺     | 26,2                       | \|     | \|     | | Ibaraki      | Préfecture d'Osaka  |
| JR-A41 | Ibaraki          | 茨木         | 28,2                       | \|     | R      | | Ibaraki      | Préfecture d'Osaka  |
| JR-A42 | Senrioka         | 千里丘       | 31,1                       | \|     | \|     | | Settsu       | Préfecture d'Osaka  |
| JR-A43 | Kishibe          | 岸辺         | 32,8                       | \|     | \|     | | Suita        | Préfecture d'Osaka  |
| JR-A44 | Suita            | 吹田         | 35,2                       | \|     | \|     | | Suita        | Préfecture d'Osaka  |
| JR-A45 | Higashi-Yodogawa | 東淀川       | 38,3                       | \|     | \|     | | Osaka        | Préfecture d'Osaka  |
| JR-A46 | Shin-Osaka       | 新大阪       | 39,0                       | S      | R      | JR Central : Ligne Shinkansen Tōkaidō JR West : Ligne Shinkansen Sanyō, Ligne Osaka Higashi Métro d'Osaka : Ligne Midōsuji | Osaka        | Préfecture d'Osaka  |
| JR-A47 | Osaka            | 大阪         | 42,8                       | S      | R      | JR West : Ligne Fukuchiyama, ligne JR Kōbe, ligne circulaire d'Osaka Métro d'Osaka : Ligne Midōsuji, Ligne Tanimachi (à Higashi-Umeda), Ligne Yotsubashi (à Nishi-Umeda) Hanshin : Ligne principale Hanshin (à Osaka-Umeda) Hankyu : Ligne Kyoto, Ligne Kobe, Ligne Takarazuka (à Osaka-Umeda) | Osaka        | Préfecture d'Osaka  |